# 180-я стрелковая дивизия (1-го формирования)
180-я стрелковая дивизия — воинское соединение РККА в Великой Отечественной войне.

## История

### Образование
Сформирована в августе-сентябре 1940 года, после присоединения Эстонии к СССР в составе 22-го стрелкового корпуса на базе 1-й и 2-й пехотных дивизий Эстонской народной армии. Личный состав дивизии остался в униформе эстонской армии, однако с советскими знаками различия. До 31 декабря 1939 года существовала и другая 180-я стрелковая дивизия, на базе которой были созданы, в частности, Елецкое и Орловское пехотные училища. В действующей армии во время Великой Отечественной войны с 22 июня 1941 года по 3 мая 1942 года.

### Начало боевых действий в Великой Отечественной войне
На 22 июня 1941 года дислоцировалась в Выру и Петсери, в приграничном сражении участия не принимала. С 1 июля 1941 года железной дорогой перебрасывается в Порхов, со 2 июля 1941 года сосредоточивается в районе Порхова, на 3 июля 1941 года прибыло три эшелона дивизии, на подходе было 9 эшелонов. На 4 июля 1941 года дивизия имела: командного состава — 1030 человек, младшего командного состава — 1160 человек, рядового состава — 9132 человек. Всего — 11322 человек. Лошадей — 3039. Винтовок — 11645, миномётов — 35, ручных пулемётов — 535, станковых — 212, крупнокалиберных — 3, зенитных — 24, ДП — 5, раций — 0, орудий 37-мм — 31, 45-мм — 58, 76-мм — 74, 76-мм зенитных — 4, 122-мм — 14, 152-мм — 12, бронемашин — 6, автомашин — 72. На вооружении дивизии оставались многие образцы ещё со времён эстонской армии английского, немецкого, датского и шведского производства, что порождало проблему обеспечения частей боеприпасами к ним и запчастей для ремонта и восстановления вооружения.
К 8 июля 1941 года заняла оборону под Порховом на рубеже Шахново, Жиглево, вступила в бои с разведывательными частями противника, с 9 июля 1941 года — с основными частями. С началом боевых действий в дивизии наблюдались массовые дезертирство и переход на сторону врага. Из доклада майора Шепелева в разведуправление Северо-Западного фронта от 14 июля 1941 года:

«Значительная часть командиров и красноармейцев эстонцев перешла на сторону немцев. Среди бойцов царит вражда и недоверие к эстонцам.»
Было бы неверным полагать, что все этнические эстонцы перешли или готовы были перейти на сторону противника; значительное количество остались воевать на стороне СССР. В то же время, среди граждан бывшей Эстонской республики, оказавшихся к началу войны в рядах 180-й стрелковой дивизии, был достаточно высок процент лиц еврейской национальности, переход которых к немцам исключался сам собой.
Дивизия к 11 июля 1941 года была вынуждена оставить Порхов, переправилась на восточный берег Шелони, отступая к Дно, была 18 июля 1941 года вновь атакована противником южнее Дно, после чего дивизия отступала по направлению к Старой Руссе.
К 28 июля 1941 года дивизия отошла в район северо-западнее Старой Руссы, где практически сразу же атакована. Ведёт ожесточённые бои на северных подступах к Старой Руссе, в частности за село Нагово, после чего дивизия отошла в район Сенобазы и Дубовиц. Слева от дивизии вела бой 254-я стрелковая дивизия. Особенно тяжёлыми бои в полосе дивизии состоялись 4 августа 1941 года, когда оборона дивизии была прорвана и 8 августа 1941 года, когда дивизия была вынуждена отойти за Старую Руссу и далее на восток в район Парфино 13 августа 1941 года, переправившись через Ловать

### Контрудары в районе Старая Русса, Холм (1941)
Дивизия 15 августа 1941 года перешла в наступление из района Парфино, 15 августа 1941 года форсировала Ловать, 17 августа 1941 года ведёт бои в Старой Руссе, освободив с другими частями большую часть города, однако 20-21 августа 1941 года была вынуждена покинуть город, 22 августа 1941 года вновь переправившись на восточный берег Ловати и потеряв к тому времени в боях до 60 % личного состава.
Оставив Старую Руссу, дивизия отступила до деревни Дубровы (Новгородская область) на реке Колпинке юго-восточнее озера  Ильмень, где в бывшем Полавском районе на рубеже деревень Большое Волосько — Быково — Навелье — Кулаково — Дрегло — Шкварец — Пустынька, заняла оборону. 29-31 августа 1941 года ведёт бои с противником, стремившемуся к шоссе Новгород — Валдай и сумела остановить вражеские войска. В том месте ныне стоит обелиск с надписью: «На этом рубеже воины 180-й стрелковой дивизии 31 августа остановили наступление немецко-фашистских войск».
После этого дивизия находится приблизительно на тех же рубежах, занимая рубеж протяжённостью 40-45 километров и ведя постоянные бои частного характера, так, на 26 сентября 1941 года ведёт бой на рубеже: Большое Волосько, Кулаково, Дрегло, Цыблово, Городок (на Колпинке), Лутовня.
С июля по август 1941 года дивизия непрерывно находилась в жестоких боях и понесла большие потери: несмотря на то, что за этот период она трижды пополнялась личным составом (в целом 3138 человек), к 10 сентября в ней оставалось всего 250—300 человек боевого состава (не считая тылов) и 12 орудий.

### Демянская наступательная операция (1942)
С 7 января 1942 года перешла в наступление в ходе Демянской наступательной операции. В наступлении дивизию поддерживали 29-й отдельный лыжный батальон, 30-й отдельный лыжный батальон, 150-й отдельный танковый батальон, 246-й корпусной артиллерийский полк и 614-й корпусной артиллерийский полк, с тыла атаковала укреплённый пункт 290-й пехотной дивизии Юрьево на берегу Ловати, затем продолжила наступление на Парфино и Полу. Выйдя к Парфино со всей техникой непроходимыми болотами, только к 9 февраля 1942 года дивизия вместе с 254-й стрелковой дивизией освободила Парфино, а 23 февраля 1942 года — Полу, затем продолжила наступление.
25 марта 1942 года дивизия спешно стокилометровым маршем была переброшена на рубеж реки Редья, где отразила удары немецких войск в районе деревень Малые и Большие Горбы.
3 мая 1942 года приказом наркома обороны № 135 была преобразована в 28-ю гвардейскую стрелковую дивизию.

## Состав
- 21-й стрелковый полк (в/ч № 5520)
- 42-й стрелковый полк (в/ч № 5689)
- 86-й стрелковый полк (в/ч № 5849)
- 627-й артиллерийский полк (в/ч № 5933)
- 629-й гаубичный артиллерийский полк (до 04.10.1941, в/ч № 5963)
- 15-й отдельный истребительно-противотанковый дивизион (в/ч № 5979)
- 321-я зенитная батарея (150-й отдельный зенитный артиллерийский дивизион, в/ч № 6009)
- 90-я разведрота (90-й разведбат, в/ч № 6028)
- 33-й сапёрный батальон (в/ч № 5584)
- 157-й отдельный батальон связи (в/ч № 6086)
- 9-й медико-санитарный батальон
- 182-я отдельная рота химической защиты
- 383-я автотранспортная рота (до 10.10.1941 383-й автотранспортный батальон, в/ч № 5484)
- 440-я полевая хлебопекарня
- 46-й дивизионный ветеринарный лазарет
- 787-я полевая почтовая станция
- 467-я полевая касса Госбанка

## Подчинение
| Дата            | Фронт (округ)         | Армия                                     | Корпус                 | Примечания |
| --------------- | --------------------- | ----------------------------------------- | ---------------------- | ---------- |
| 22.06.1941 года | Северо-Западный фронт | 27-я армия                                | 22-й стрелковый корпус | -          |
| 01.07.1941 года | Северо-Западный фронт | -                                         | 22-й стрелковый корпус | -          |
| 10.07.1941 года | Северо-Западный фронт | 11-я армия                                | 22-й стрелковый корпус | -          |
| 01.08.1941 года | Северо-Западный фронт | 22-я армия                                | 29-й стрелковый корпус | -          |
| 01.09.1941 года | Северо-Западный фронт | 11-я армия                                | -                      | -          |
| 01.10.1941 года | Северо-Западный фронт | Новгородская армейская оперативная группа | -                      | -          |
| 01.11.1941 года | Северо-Западный фронт | Новгородская армейская оперативная группа | -                      | -          |
| 01.12.1941 года | Северо-Западный фронт | Новгородская армейская оперативная группа | -                      | -          |
| 01.01.1942 года | Северо-Западный фронт | 11-я армия                                | -                      | -          |
| 01.02.1942 года | Северо-Западный фронт | 11-я армия                                | -                      | -          |
| 01.03.1942 года | Северо-Западный фронт | 11-я армия                                | -                      | -          |
| 01.04.1942 года | Северо-Западный фронт | 11-я армия                                | -                      | -          |
| 01.05.1942 года | Северо-Западный фронт | -                                         | -                      | -          |

## Командование дивизии

### Командиры
- Томберг, Рихард Иоганович ( — 06.1941), генерал-майор
- Миссан, Иван Ильич (03.06.1941 — 03.05.1942), полковник

### Заместители командира
- Чурмаев, Георгий Иванович (12.04.1942 — 03.05.1942), майор, подполковник

### Начальники штаба
- М. Михайловский, подполковник
- Август Казекамп[эст.], генерал-майор

### Управление дивизии
- Айн-Эрвин Мере, заместитель начальника оперативного (1-го) отделения штаба
- Барсуков, Георгий Дмитриевич, начальник артиллерии дивизии
- Леец, Георг, начальник артиллерии дивизии

### Командиры частей и подразделений
- Рудольф Прантс[эст.], начальник 3-го Особого отдела дивизии (в/ч № 5906)
- Вернер Эрнст Гаральд Тросси, командир 21-го стрелкового полка (в/ч № 5520)
- Василий Кюлаотс[эст.], командир 42-го стрелкового полка (в/ч № 5689)
- Пауль Триик[эст.], командир 86-го стрелкового полка (в/ч № 5849)
- Август Вассиль[эст.], командир 86-го стрелкового полка (в/ч № 5849)
- Карл Александр Фрейманн[эст.], командир 629-го гаубичного артиллерийского полка (в/ч № 5963)
- Рудольф Крупп, командир 629-го гаубичного артиллерийского полка (в/ч № 5963)
- Отто Карелль, командир 157-го отдельного батальона связи (в/ч № 6086)
- Валдо Матело, командир 15-го отдельного истребительно-противотанкового дивизиона (в/ч № 5979)
- Харальд-Леонард Локк, командир 150-го отдельного зенитного артиллерийского дивизиона (в/ч № 6009)
- Оскар Палу[эст.], начальник санитарной службы дивизии

## Интересные факты
- Осенью 1992 года рядом на территории Демянского района поисковики нашли зарытый сейф, в котором было обнаружено боевое знамя 86-го стрелкового полка — одна из всего трёх подобных послевоенных находок.

## Герои Советского Союза
- Мамедов, Исрафил Магерам оглы, старший сержант, помощник командира взвода 42-го стрелкового полка.